# Celonites afer
Celonites afer är en stekelart som beskrevs av Amédée Louis Michel Lepeletier 1841. Celonites afer ingår i släktet Celonites och familjen Masaridae. Inga underarter finns listade.